# Mangatepopo Falls
Die Mangatepopo Falls sind ein Wasserfall bislang nicht ermittelter Fallhöhe im Tongariro-Nationalpark im Zentrum der Nordinsel Neuseelands. Südlich der Ortschaft Taurewa und westlich des Vulkans Tongariro liegt er im Lauf des Mangatepopo Stream.